# Notarkammer (Estland)
Die Notarkammer der Republik Estland (estn. Notarite Koda) ist eine Notarkammer in Tallinn. Sie ist eine juristische Person des öffentlichen Rechts, die gemäß dem Notariatsgesetz mit dem Ziel gegründet wurde, die Notare zusammenzuschließen. Mitglieder der Kammer sind alle bestellten Notare. Die Tätigkeit der Notarkammer wird durch das Notariatsgesetz und die Satzung der Notarkammer geregelt.
Höchstes Organ der Kammer ist die Vertreterversammlung der Notarkammer und ausführendes Organ ihr Präsidium.
Die Aufsicht über die Notarkammer übt der Justizminister Estlands aus. In das Präsidium der Notarkammer werden von der Vertreterversammlung für 3 Jahre sieben Mitglieder gewählt.
Anzahl der Notare: 100; Anzahl der Notarassessoren: 24 (Stand: 2009).

## Aufgaben
Die Hauptaufgaben sind:
- Vertretung und Schutz der gemeinsamen Standesinteressen der Notare;
- Vereinheitlichung der Praxis der notariellen Beurkundungshandlungen und Koordination der Amtstätigkeit der Notare;
- Hilfestellung bei der Anwendung von Maßnahmen zur ordnungs- und pflichtgemäßen Erfüllung der Aufgaben der Notare;
- Anhebung der Qualifikation der Notare und Organisation der Ausbildung der Notarassessoren und der Büromitarbeiter;
- Teilnahme an der Aufsicht über die notarielle Tätigkeit und Kontrolle der Einhaltung der ethischen Anforderungen an den Notarberuf.

## Präsidium
- Präsidentin: Notarin Anne Saaber, Tallinn
- Stellvertretende Präsident: Notar Priidu Pärna, Tallinn
- Mitglieder: Notarin Anneli Alekand (Tallinn), Notarin Katri Kutsar (Valga), Notar Tiit Juse (Jõhvi), Notar Edgar Grünberg (Tartu) und Notarin Gerda Pitk (Kuressaare).

Das Präsidium der Notarkammer sichert die Einhaltung der Satzung und die Durchführung der Beschlüsse der Vertreterversammlung. Die Sitzungen des Präsidiums finden mindestens einmal monatlich statt.
Adresse: Kopli 31, 10412 Tallinn.

## Geschichte
Mit einigen wesentlichen Änderungen galten die Gesetze des zaristischen Russlands für das Notariat in Estland bis zur Okkupation der Estnischen Republik im Jahre 1940. Aufgrund des obengenannten Gesetzes hat der Gerichtsminister am 11. April 1919 eine Verordnung erlassen – Anweisung für die Notare, mit der in Estland 39 Notarstellen geschaffen wurden. Im Jahre 1940 gab es in Estland aber schon 48 Notarstellen. In den Jahren 1918 bis 1940 galt in Estland das lateinische Modell des Notariats: die Notare waren Staatsbeamte im Bereich des Gerichtsministeriums, jedoch wurden sie nicht aus der Staatskasse entlohnt und hafteten mit ihrem ganzen Vermögen. Für die Entschädigung des entstandenen Schadens war eine Kaution vorgesehen, bei deren Nichtbezahlung der Notar aus dem Amt enthoben werden konnte.
Die Notarkammer begann ihre Tätigkeit am 1. November 1993 mit dem Inkrafttreten des Notariatgesetzes.
Seit 1995 ist die Notarkammer der Republik Estland Mitglied der Internationalen Union des Lateinischen Notariats (U.I.N.L.).